# Грузијски поход на Чалдију
Грузијска интервенција у Чалдији је била значајан догађај за време владавине краљице Тамаре, што је резултирало оснивањем Трапезунтског царства на обали Црног мора 1204. године.

## Историја
Односи краљице Тамара према византијским царевима, који су били из владајуће династије Анђела, били су некако непријатељски; која је била уско повезана са Комнинима, и није могла заборавити да је последњи комнински цар Византије Андроник I Комнин био свргнут са престола и убијен од стране династије Анђела 1185. године, док је његов син Манојло ослепљен и можда је умро од овог сакаћења. Међутим, његови двоје унуци, Алексије и Давид, синови Манојла и грузијске принцезе, спасени су посредством Грузије и одведени у Тбилиси, где су одгајани на двору своје тетке и краљице Грузије Тамаре. У Грузији су добили своје образовање, Васиљев чак спекулише да је "грузијски постао њихов матерњи језик" и да су "били потпуно грузијски на језику и образовању, као и у политичким идеалима".
Године 1203. Тамара је донирала велике суме новца грузијским манастирима у Антиохији и на планини Атос. Међутим, цар Алексеј III Анђео је конфисковао донацију Тамаре. Наљућена оваквим поступком, Тамара је овај непријатељски чин искористила као изговор за њено проширење дуж југозападне обале Црног мора, насељеног великом грузијском популацијом.
Грузијска војска под командом Алексија и Давида Комнина напала је Византију са источне стране крајем марта или почетком априла 1204. године. Према грузијској хроници експедиција је трајала осам дана, крећући се кроз Трапезунт преко Лазике и у априлу заузела Трапезунт. Локални заповедник дукс Нићифор Палеолог није организовао довољно успешну одбрану против моћнијих грузијских снага.
Дана 13. априла 1204. године Константинопољ је пао у крсташке руке, где су они успоставили Латинско царство. Према грузијским изворима, новоосноване територије су добили Алексије и Давид Комнин, где су успоставили про-Грузијску државу. Алексије је проглашен за цара, док је Давид именован за стратега. Неки научници верују да је нова држава била подређена Грузији, бар у првим годинама свог постојања, почетком 13. века.
Наредне године, Давид Комнин је командовао грузијским трупама у успешној кампањи која је резултирала освајањем територије између Трапезунта и Хераклје Понтијске, док је Алексије поразио Сеџуке и поново заузео Амисос, Синопу, Оинаион и Чалиби.